# Монтерде
Монтерде (ісп. Monterde) — муніципалітет в Іспанії, у складі автономної спільноти Арагон, у провінції Сарагоса. Населення — 194 особи (2010).
Муніципалітет розташований на відстані близько 190 км на північний схід від Мадрида, 90 км на південний захід від Сарагоси.
На території муніципалітету розташовані такі населені пункти: (дані про населення за 2010 рік)
- Льюмес: 60 осіб
- Монтерде: 134 особи

## Демографія
Динаміка населення (INE ):

## Галерея

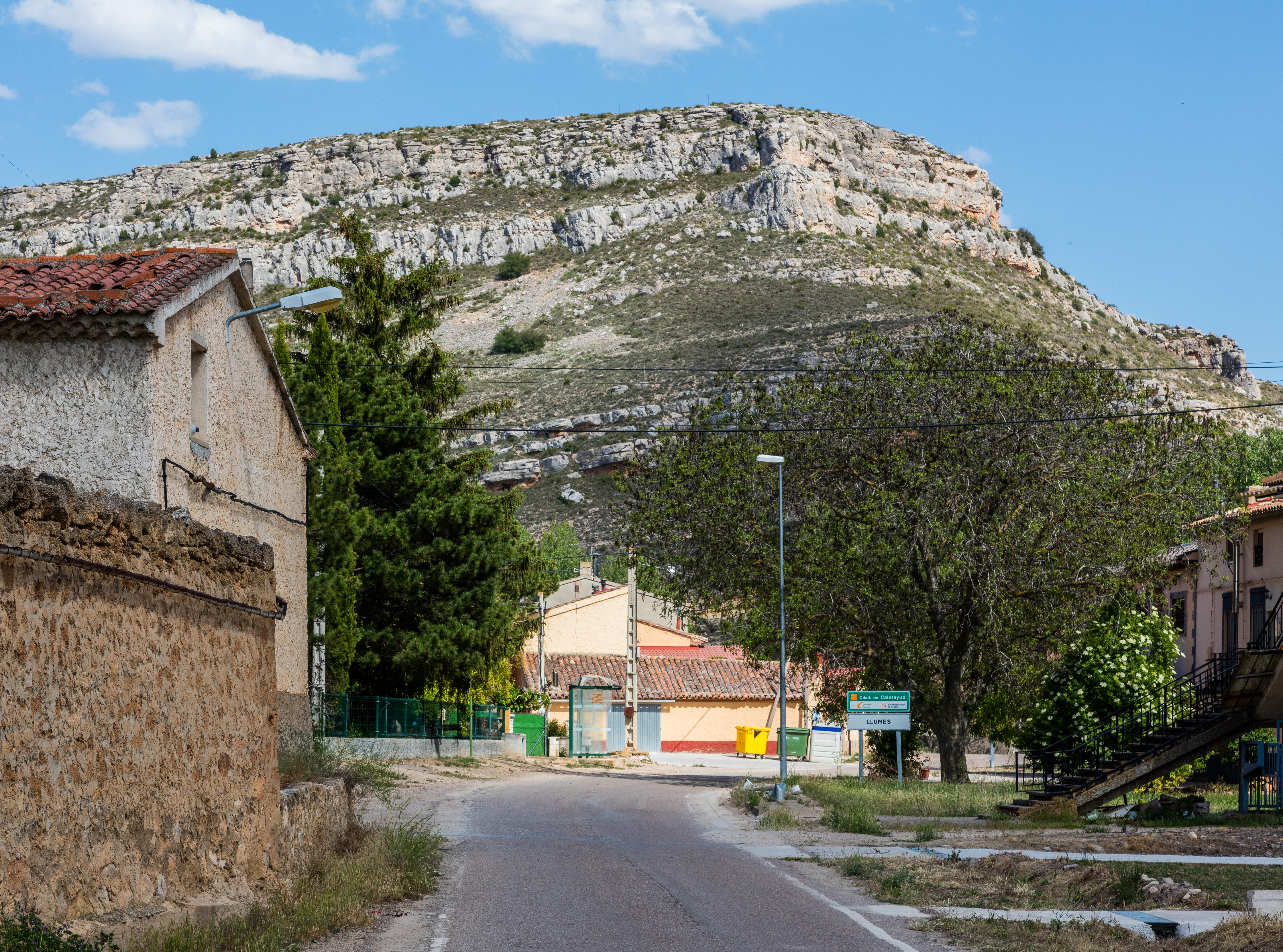
Містечко Льюмес
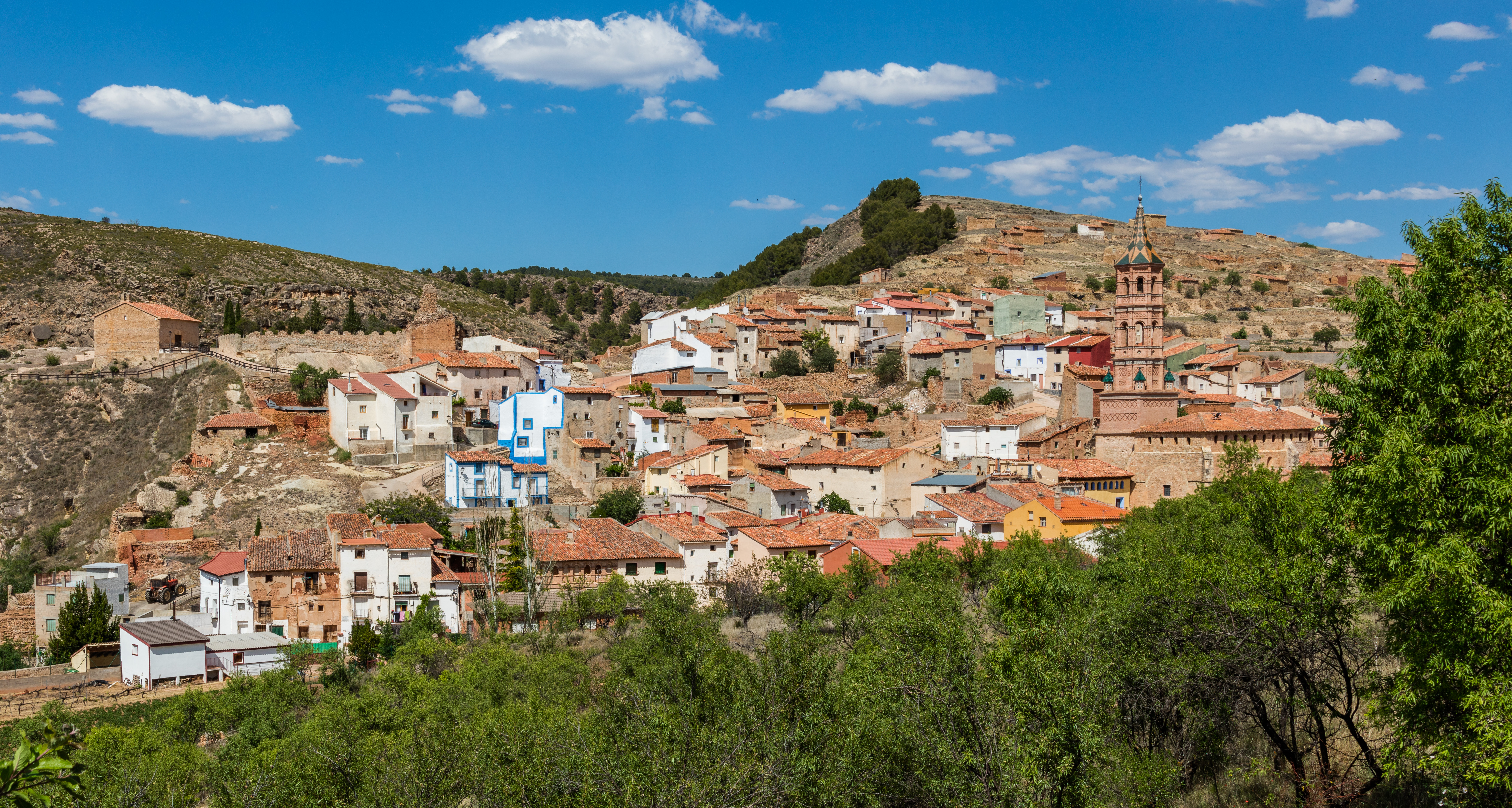
Містечко Монтерде
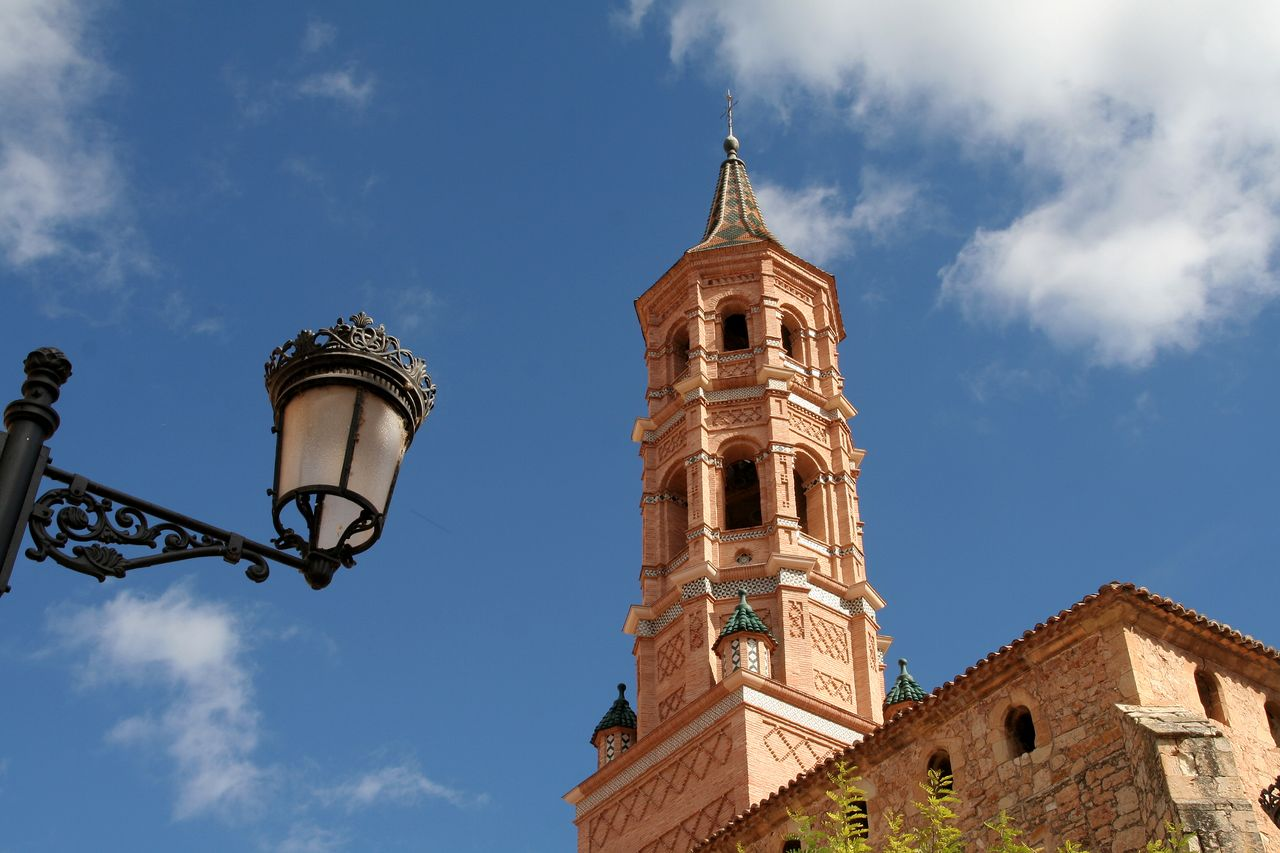
Церква в Монтерде
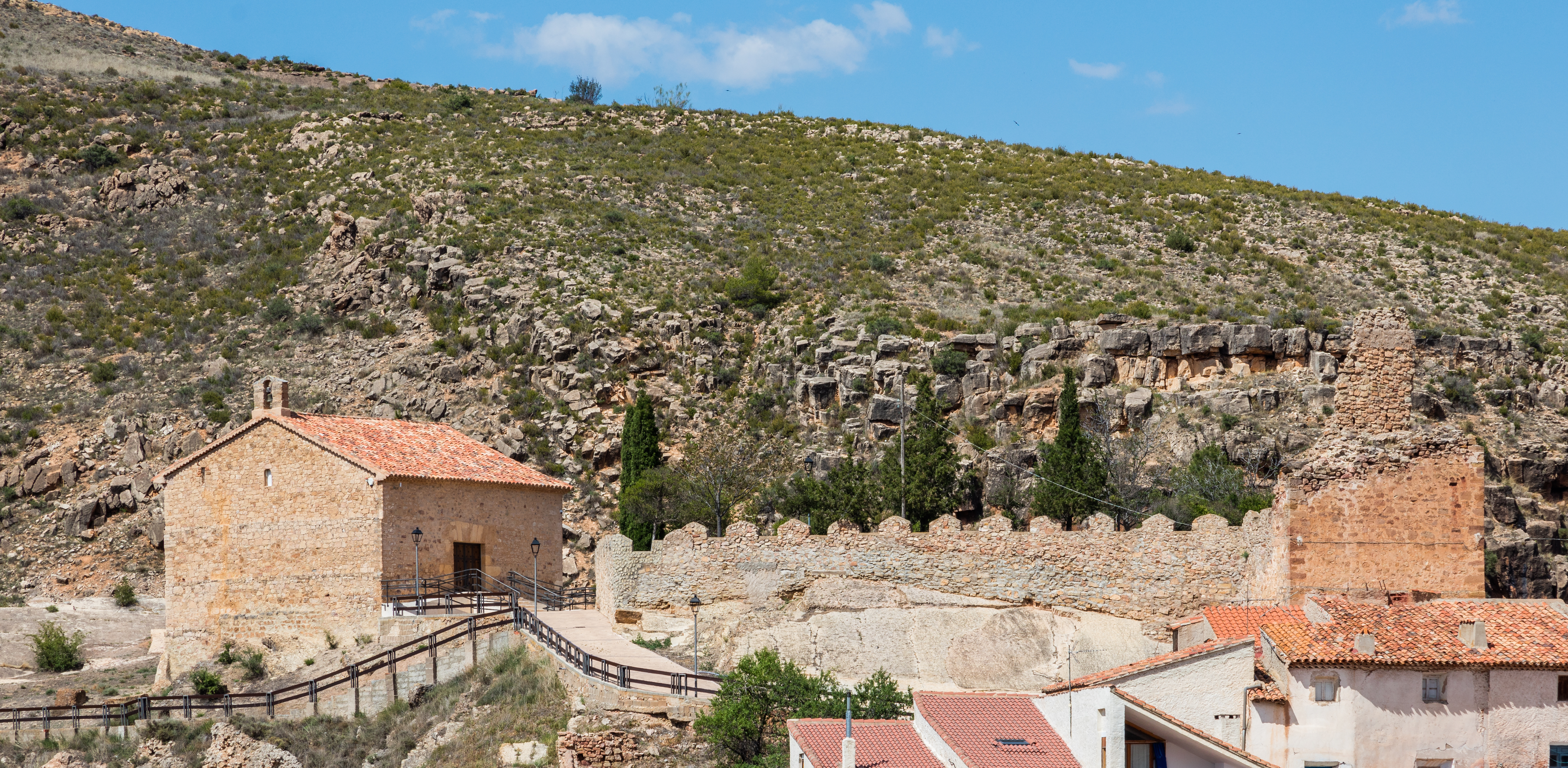
Фортеця Монтерде